# Русские фамилии тюркского происхождения (книга)
«Русские фамилии тюркского происхождения» — монография, посвящённая проблеме формирования русских исторических фамилий восточного происхождения, связанных с переходом на русскую службу выходцев, главным образом из Золотой Орды, а также из родовых и государственных объединений тюркоязычных народов, как более ранних по отношению к Золотой Орде, так и образовавшихся после её распада на Казанское, Астраханское, Казахское, Крымское и Сибирское ханства.

## Содержание
Монография-словарь состоит из вводной главы и 300 отдельных статей, в которых даётся более или менее подробный историко-этимологический анализ каждой конкретной фамилии, устанавливается связь этой фамилии с прозвищами далёких предков, исторические связи с однородцами,  определяются, в необходимых случаях, общие геральдические признаки в соответствующих изображениях гербов указывающие на восточное происхождение их обладателей, устанавливают точную транскрипцию того или иного имени или прозвища, привлекая для этого все их фонетические варианты, даёт анализ исходного слова.
В водной главе освещаются процессы взаимодействия русского и различных тюркоязычных народов, на протяжении длительной истории тесных отношений этих народов, даётся анализ и классификация прозвищ, лежащих в основе фамилий. В заключительном разделе вводной главы, даётся синтетическая классификация русских фамилий, которые были в той или иной степени связаны с Золотой Ордой и образованными ханствами, после её распада.
В главе Историко-этимологический анализ фамилий даётся четыре основных типа фамилий, титулов, воинских званий, с приведением конкретных примеров по каждому упоминаемому случаю. Также приводятся русские прозвища, встречающиеся в старинных родословных списках и в семантическом аспекте подразделены на приводимые восемь основных групп. Приводится девять типов фамилий, с их расшифровкой и приведением примеров.
В статьях, посвященных конкретным фамилиям, приведены краткие сведения из существующих родословных с указанием примерной даты перехода родоначальника данной фамилии на русскую службу. Устанавливается отношение данной фамилии к другим фамилиям и родам, определяет источник основы фамилии в сопоставлении её этимона со словами различных тюркских языков или с указанием на язык-источник (арабский, персидский, монгольский и др).
Отмечая задачи славянистов и тюркологов, занимающихся исследованиями тюркизмов в русском языке Николай Константинович Дмитриев писал: “Так как твёрдые документальные материалы по истории тюркских слов обычно получить крайне трудно, а то и просто не возможно, то научная документация заменяется догадками, наблюдением, гипотезой и наука здесь переходит в искусство. Исследование русских исторических фамилий имеет свои преимущества, перед обычными этимологическими изысканиями, так как опираются на документальные данные, отраженные в родословных, которые в большинстве случаев, приводят некоторые исторические сведения, помогающие раскрыть значение и содержание тех тюркских слов, которые лежат в основе конкретной фамилии. Они приводят различные фонетические варианты фамилий и устанавливают её связь с тем или иным основателем рода — выходца из тюркской среды”.
Несмотря на наличие у русских множества фамилий тюркского происхождения, не было специального исследования, посвященное данной проблематике. Содержащиеся в родословных этимологизация документальных данных, подвинули Николая Александровича Баскакова к исследованиям тех русских фамилий тюркского происхождения, которые были представлены в родословных, в результате чего и появился данный труд (1979).
Общая схема анализа каждой из 300 рассматриваемых фамилий такова:
1. Сведения о данной фамилии из имеющейся родословной (ОГДР), а если они не достаточны, даются сведения о той же фамилии по другим источникам;
2. Установление связей с другими фамилиями или однородцами;
3. Анализ исходного тюркского слова и приведение параллелей с переводами из других восточных языков;
4. Предполагаемые этимологии;
5. Заключение.

Научный труд Н.А. Баскакова посвящён мало разработанной в науке проблем истории русских личных имён, прозвищ, отчеств и фамилий, исследует на материале исторических документов русского народа вопросы становления и развития русских имён, становление его языка на протяжении XV-XVII веков, именно в этот период складывается и окончательно оформляется способ наименования лиц, который принят в настоящее время: личное имя, отчество и фамилия. Является важным источником основного раздела исторической лексикологии, занимающейся изучением словарного фонда и словарного состава русского языка, существенно уточняет и обогащает наши представления о составе древней русской лексики. Дополняет и уточняет научные труды: словаря М.Н. Тупикова (1903),  профессора А.М. Селищева (1948), доцента В.К. Чичагова (1955) и других. Приведёнными данными и собранными материалами, в своих научных изысканиях, пользуются современные учёные: академик С.Б Веселовский, историк А.А. Зимин, А.И. Журавский, а также приводятся ссылки на данный источник, в диссертациях на научную степень и составлении современных словарей и справочников личных имён различных народностей.
В связи с востребованностью монографии издание выпущено двумя тиражами: 10.000 тысяч (1979) и 20.000 тысяч (1993).

## Критика
В современной науке имеется немало специальных исследований, посвящённых анализу русизмов в лексике, грамматике и фонетике тюркских языков, но исследований, посвященных анализу тюркизму в русском и других славянских языках, ещё недостаточно для глубокого понимания процессов развития национальной культуры. Эти исследования представляются весьма важными.
Одной из наименее затронутых изучением областей в этом отношении является антропонимика, в то время, как она представляет большой интерес не только лингвистов, но и для историков, краеведов.
Современные исследователи отмечают высокую степень приводимых данных в монографии и используемые источниковедения, но отмечают, что упоминая исторические значения прозваний, Н.А. Баскаков не всегда делает ссылки на имеющиеся однородные прозвания совпадающих с новыми по происхождению фамилиями в Российских губерниях (Баскаковы), передачи фамилии феодалов жителям целых деревень (Голицыны, Гагарины, Куракины, Кропоткины). Александр Александрович Зимин в своих работах оспаривает некоторые термины, но в основном это связано на принадлежность слова к другим языкам или делает дополнения на имеющиеся аналогии других народов. Имеются несколько замечаний, связанных с упоминанием родоначальников по разным историческим документам        (Елчаниновы), отсюда неточности в части истоков фамилии (Зубовы), неточности годов выездов или жития, разночтения крестильных имён и колен потомков.

## Список фамилий
Куракины, Булгаковы, Дашковы, Бутурлины, Дмитриевы-Мамоновы, Чеглоковы, Сабуровы, Мансуровы, Тарбеевы, Талызины, Ханыковы, Тутолмины, Скрыпеевы, Кознаковы, Соймоновы, Ушаковы, Саблуковы, Корсаковы, Карташевы, Турчаниновы, Санбуровы, Гогели, Тюфякины, Шаховские, Мещерские, Черкасские, Шереметевы, Суворовы, Салтыковы, Татищевы, Вельяминовы, Колтовские, Колычевы, Голенищевы-Кутузовы, Измайловы, Юшковы, Апраксины, Давыдовы (Даудовы), Теглевы, Бахметевы, Котенины, Нарышкины, Комынины, Сонины, Кушелевы, Коробановы, Цуриковы, Мухановы, Бахтины, Чемесовы, Деденёвы, Аргамаковы, Каблуковы, Балашовы, Кутайсовы, Эмировы, Кандалинцевы, Юсуповы, Аракчеевы, Бибиковы, Коробьины, Чириковы, Поливановы, Мерлины, Чемодановы, Карамышевы, Баклановские, Мещериновы, Чубаровы, Татариновы, Шишкины, Тиньковы, Кочубеи, Манкошевы, Алымовы, Архаровы, Киреевские, Телегины, Яминские, Козловы, Шамшевы, Козаковы, Саванчеевы, Азанчеевы, Макшеевы, Копыловы, Кацаревы, Черкесовы, Шалимовы, Увакины, Шамины, Шераповы, Булатовы, Барышниковы, Ромодановские-Лодыженские, Аксаковы, Шетневы, Мусины-Пушкины, Самарины, Хотяинцевы, Мячковы. Беклемишевы, Огарковы, Карандеевы, Барановы, Ельчаниновы, Нарбековы, Карауловы, Болтины, Тургеневы, Мосоловы, Алеевы, Зенбулатовы, Тимашевы, Беклешевы, Бекетовы, Горчаковы, Араповы, Булыгины, Апсеитовы, Бурнашевы, Огон-Догоновские, Карачинские, Артюховы, Рохманиновы, Худорбиевы, Бантыш-Каменские, Лашкаревы, Шелеховы, Огарёвы, Осоргины, Ермоловы, Бухарины, Ахматовы, Бакаевы, Бердяевы, Чагины, Карамзины, Лачиновы, Курзаковы, Торсуковы, Карачаровы, Баташевы, Бехтеевы, Тишениновы, Алабины, Алмазовы, Тихменевы, Башмаковы, Чарыковы, Кутеповы, Артаутовы, Галагановы, Курманалеевы, Котлубицкие, Урусовы, Таптыковы, Тютчевы, Бекорюковы, Хоненевы, Тулубьевы, Куломзины, Базанины, Кишенские, Аплечеевы, Шумаковы, Бузовлёвы, Чичаговы, Мантуровы, Текутьевы, Малаевы, Корицкие, Баркаловы, Ашитковы, Чеботарёвы, Туманские, Барсуковы, Шишовы, Тухачевские, Стерлеговы, Кожевниковы, Кобяковы, Иевлевы, Быковы, Толбузины, Чулковы, Шуклины, Кайсаровы, Твароговы, Бурдаковы, Картмазовы, Кондаковы, Шишмаревы, Калакуцкие, Танеевы, Шебановы, Хилчевские, Богаевские, Тевышевы, Тимирязевы, Арцыбашевы, Конаковы. Абашевы, Сурмины, Селеховы, Муратовы, Курдюмовы, Шимановские, Кашкаревы, Шубины, Томар, Чевкины, Борковские, Аиповы, Мамаевы, Бакуринские, Чаадаевы, Чексаревы, Чуфаровские, Авдуловы, Таракановы, Ходыревские, Алалыкины, Бачмановы, Чупрасовы, Киленины, Бачурины, Булычевы, Чемодановы, Болкуновы, Аслоновичевы, Каратеевы, Куткины, Чалеевы, Бедаревы, Булашевичи, Бирюковы, Шихматовы, Доломановы, Калитины, Кузовлевы, Бектабеговы, Реадовы, Худобашевы, Козарские, Болгарские, Сурины, Коченевские, Бабичевы, Барыковы, Толмачевы, Торубаевы, Куторгины, Чингисы, Баскаковы, Свербеевы, Ерлыковы, Салтановы, Мурзичи, Казановичи, Мустафины, Пироговы, Тенишевы, Баюшевы, Епанчины, Букреевы, Башкирцевы, Ахвердовы, Болдыревы, Ордины, Кантемировы, Курбатовы, Каргановы, Казембеки, Бильбасовы, Есауловы, Разгильдеевы, Мукаевы, Абазы, Таганцевы, Кугушевы, Бутаковы, Шульговские, Кудашевы, Кутыевы, Юматовы, Телешевы, Арканниковы, Ассановичи, Тюменцевы, Казариновы, Калантарянцы, Челибидаки, Карановичи, Хандалеевы, Амировы, Алабышевы, Назимовы, Куршаковы, Кунаевы.